# John Capodice
John C. Capodice (* 25. Dezember 1941 in Chicago, Illinois; † 30. Dezember 2024) war ein US-amerikanischer Schauspieler.

## Leben
John C. Capodice studierte Schauspiel an der Webber Douglas Academy of Dramatic Art in London und begann anschließend am Off-Broadway in mehreren Theaterproduktionen und TV-Serien mitzuspielen, bevor er 1982 in American Monster, einem Kinofilm, vor der Kamera stand. Wegen seiner korpulenten Figur und seiner italienischen Herkunft spielte er häufig entweder Gangster oder italienische Polizisten. Mit diesem Type-Casting hat er sich seitdem als Nebendarsteller in unterschiedlichen Produktionen etablieren können. Sein Schaffen umfasst mehr als 150 Produktionen für Film und Fernsehen.
Er starb am 30. Dezember 2024 im Alter von 83 Jahren.

## Filmografie (Auswahl)
| - 1982: American Monster (Q: The Winged Serpent) - 1986: Times Square Gang (The Children of Times Square) - 1987: Das Geheimnis meines Erfolges (The Secret of My Succe$s) - 1987: Wall Street - 1988: Brooklyn Kid (Spike of Bensonhurst) - 1988: Cops im Zwielicht (Internal Affairs) - 1989: Blue Steel - 1989: Die Glücksjäger (See No Evil, Hear No Evil) - 1989: Family Business - 1990: The Doors - 1990: Jacob’s Ladder – In der Gewalt des Jenseits (Jacob’s Ladder) - 1990: Gremlins 2 – Die Rückkehr der kleinen Monster (Gremlins 2 – The New Batch) - 1990: Internal Affairs – Trau’ ihm, er ist ein Cop (Internal Affairs) - 1990: Tödliche Fragen (Q & A) - 1991: Auf die harte Tour (The Hard Way) - 1991: Fieber des Bösen (Fever) - 1992: … aber nicht mit meiner Braut – Honeymoon in Vegas (Honeymoon in Vegas) - 1992: Die Wassermaschine (The Water Engine) - 1992: Im Herzen der Rache (The Heart of Justice) - 1993: Die Ninja-Morde von Bel Air (Bloodlines: Murder in the Family) - 1994: Ace Ventura – Ein tierischer Detektiv (Ace Ventura: Pet Detective) - 1994: Der Scout (The Scout) - 1994: Die nackte Kanone 33⅓ (Naked Gun 33⅓: The Final Insult) - 1994: Speed - 1996: Das Phantom (The Phantom) - 1996: Die Stunde der Teufelinnen (Wedding Bell Blues) - 1996: Independence Day - 1997: Tod im Weißen Haus (Executive Power) - 1998: Der Staatsfeind Nr. 1 (Enemy of the State) - 1998: Ring frei! - Die Jerry Springer Story (Ringmaster) - 1998: So gut wie tot (Hoods) - 1998: True Friends – Wahre Freunde (True Friends) - 1999: Der Kuss des Mörders (Kiss of a Stranger) - 1999: Liebe und andere Missverständnisse (Follow Your Heart) - 2003: Carolina – Auf der Suche nach Mr. Perfect (Carolina) - 2006: Die Casting Couch (National Lampoons presents: Cattle Call) - 2006: Streets of Philadelphia – Unter Verrätern (10th & Wolf) - 2010: Detention – Der Tod sitzt in der letzten Reihe (Detention) | - 1985: Spenser (Fernsehserie, 1 Folge) - 1986: Der Equalizer (The Equalizer, Staffel 1, Folge 6) - 1989: Das Model und der Schnüffler (Moonlighting, Staffel 5, Folge 11) - 1990: Law & Order (Staffel 1, Folge 8) - 1990: Unter der Sonne Kaliforniens (Knots Landing, Staffel 11, Folge 27) - 1991: Seinfeld (Staffel 2, Folge 12) - 1991: Blossom (Staffel 2, Folge 6) - 1991: Geschichten aus der Gruft (Tales from the Crypt, Staffel 3, Folge 12) - 1992: L.A. Law – Staranwälte, Tricks, Prozesse (Staffel 6, Folge 16) - 1992: Melrose Place (Staffel 1, Folge 13) - 1993: New York Cops – NYPD Blue (NYPD Blue, Staffel 1, Folge 5) - 1994: Mord ist ihr Hobby (Murder, She Wrote, Staffel 11, Folge 6) - 1995: Ein Strauss Töchter (Sisters, Staffel 5, Folge 23) - 1996: Diagnose: Mord (Diagnosis Murder, Staffel 4, Folge 12) - 1999: Practice – Die Anwälte (The Practice, Staffel 3, Folge 15) - 1999: Diagnose: Mord (Diagnosis Murder, Staffel 7, Folge 5) - 1999: Will & Grace (Staffel 1, Folge 21) - 1999: Angel – Jäger der Finsternis (Angel, Staffel 1, Folge 6) - 2001: Six Feet Under – Gestorben wird immer (Six Feet Under, Staffel 1, Folge 3) - 2003: Polizeibericht Los Angeles (Dragnet, Staffel 1, Folge 12) - 2005: Alle hassen Chris (Everybody Hates Chris, Staffel 1, Folge 1) - 2007–2008: CSI: Den Tätern auf der Spur (CSI: Crime Scene Investigation, 3 Folgen) - 2008: Monk (Staffel 7, Folge 4) - 2008: Die Zauberer vom Waverly Place (Wizards of Waverly Place, Staffel 2, Folge 9) - 2009: Without a Trace – Spurlos verschwunden (Without a Trace, Staffel 7, Folge 15) |